# Brněnec
Brněnec (Brunnlitz in tedesco) è un comune della Repubblica Ceca facente parte del distretto di Svitavy, nella regione di Pardubice.

## Storia
Il nome di Brněnec è legato alla figura di Oskar Schindler. Nel 1944 Schindler vi trasferì la sua fabbrica di smalti, la D.E.F. (Deutsche Emaillewaren-Fabrik), da Cracovia. Insieme ad essa spostò il campo di prigionia associato con 1.200 lavoratori ebrei acquistando una fabbrica di munizioni.
La vicenda è narrata nel film Schindler's List diretto da Steven Spielberg nel 1993.